# Uwu Lena
Uwu Lena es una banda alemana de ocho miembros de Münster. En la Copa Mundial de Fútbol de 2010, grabó el CD "Schland o Schland" una versión de la canción del Festival de la Canción de Eurovisión 2010 Satellite de Lena Meyer-Landrut que logró un éxito de ventas en Alemania.

## Historia de la banda
El nombre del grupo, "Uwu Lena" es una combinación formada por las palabras de Uwe Seeler, vuvuzela y Lena. El grupo está compuesto principalmente por estudiantes de Münster. Además a Christian Landgraf, el escritor de Schland o Schland, la banda incluye Timo Buehring, Nikolai Gaschütz, Sören Glück, Jötten John, Robert Krotoszynski, Matthias Landgraf y Moritz Schefers. Incluso antes de la aparición de la "Schland o Schland" la banda tocaba música juntos a menudo, pero sin intención de perseguir comerciales. La publicación de la música, justo antes de la Copa Mundial de Fútbol de 2010 tiene, según Johannes Jötten, coincidencia, porque la canción, de hecho, solo se consideraba como una broma para los amigos y conocidos. En siguiente a la publicación de la Schland o Schland por Universal Music la banda apareció en algunos eventos y programas de televisión, incluyendo la ZDF-Fernsehgarten el 20 de junio de 2010.

## Discografía
- Schland o Schland (single) 2010 (Universal B003S9W698)